# Ursicinus (Heermeister)
Ursicinus war ein spätantiker römischer Heermeister, der unter Kaiser Constantius II. (337–361) diente. Bekannt ist Ursicinus hauptsächlich aus dem Geschichtswerk des Ammianus Marcellinus, der im Stab des Ursicinus gedient hatte, ihn daher persönlich kannte und sehr schätzte.

## Leben

### Aufstieg, Fall und erneuter Aufstieg
Über die Herkunft des Ursicinus ist kaum etwas bekannt. Bevor er Feldherr des Constantius wurde, scheint er sich bereits unter Konstantin dem Großen oder Konstantin II. bewährt zu haben.
Seit etwa 351 war Ursicinus magister equitum per Orientem, also Heermeister des Ostens unter Constantius II. Dieses Amt wurde vermutlich erst in dieser Situation geschaffen, auch um den von Constantius in den Osten geschickten, neu ernannten Caesar (Unterkaiser) Constantius Gallus zu unterstützen und zu kontrollieren. Ursicinus war also der erste magister militum per Orientem. Im Osten sicherte er die Grenze gegen die persischen Sassaniden, die – obwohl zu dieser Zeit hauptsächlich mit der Abwehr der Chioniten im Osten beschäftigt – immer eine Gefahr darstellten. In Palaestina schlug er 352 im Auftrag des Constantius Gallus einen jüdischen Aufstand unter der Führung des Patricius nieder. 354 wurde Ursicinus von Gallus mit der Leitung einer Reihe von Prozessen gegen Hochverräter in Antiochia betraut. Ursicinus soll diesen Auftrag – so berichtet Ammian – angeblich nur widerwillig ausgeführt haben, da er als General mit zivilen und juristischen Aufgaben nicht vertraut war. An der Grausamkeit, die die Angeklagten im Verlauf der Prozesse erfuhren, sei Ursicinus Ammian zufolge ebenfalls unschuldig, vielmehr habe der Caesar Gallus diese zu verantworten. Entgegen Ammians Bericht dürfte die Betrauung mit der juristischen Aufgabe für einen Heermeister jedoch durchaus eine Ehre gewesen sein; und als Leiter der Prozesse kann Ursicinus nicht vollständig unbeteiligt an deren Ausgang gewesen sein.
Schon 354 gab es am Hof des Kaisers Constantius II. Kritiker des Ursicinus, die ihm seine Popularität im Osten ankreideten und ihn verdächtigten, selbst nach der Kaiserwürde zu streben. Besonders der einflussreiche Oberkämmerer Eusebius und der Heermeister Arbitio versuchten den Kaiser von der Illoyalität des Ursicinus zu überzeugen, und für diesen wurden die Hofintrigen gefährlich. Nach der Beseitigung des Gallus, der sich als ungeschickt in der Regierung und als ungehorsam gegenüber Constantius und seinen Beamten erwiesen hatte, Ende 354 wurde Ursicinus ebenfalls des Hochverrats angeklagt. Es soll sogar zu Überlegungen gekommen sein, ihn ohne Prozess zu ermorden. Zunächst scheint man sich jedoch damit begnügt zu haben, den in Ungnade gefallenen Ursicinus nicht erneut mit Heeresangelegenheiten zu betrauen.
Aus dieser prekären Lage wurde Ursicinus jedoch durch die Usurpation des Silvanus in Köln am 11. August 355 befreit. Constantius brauchte nun den erfahrenen Heermeister, der nach Köln geschickt wurde und dort geschickt und listig vorgehen musste, um den Auftrag wunschgemäß zu erfüllen. Tatsächlich hatte Constantius auch nicht viel zu verlieren, denn sollte Ursicinus scheitern, so wäre er trotzdem einen unerwünschten Rivalen los. Schließlich gelang es Ursicinus, den Usurpator in einer geschickten Aktion, an der auch der spätere Historiker Ammian beteiligt war, zu beseitigen: Ursicinus bestach jene Truppenteile des Silvanus, die als besonders wankelmütig galten, und diese drangen in den Palast des Feldherrn ein und töteten ihn.

### Kämpfe im Osten und endgültige Entmachtung
Nach der Beseitigung des Silvanus blieb Ursicinus einige Zeit in Gallien, wo er den neuen Heermeister für Gallien (magister equitum per Gallias) Marcellus unterstützte und wohl auch mit Julian, dem neuen Unterkaiser des Constantius, zusammenarbeitete. 357 wurde Ursicinus schließlich wieder in den Osten kommandiert, zunächst an den Hof des Kaisers nach Sirmium, wo eine Lagebesprechung stattfand. Anschließend nahm Ursicinus wieder seine Stellung zur Sicherung der Ostgrenzen des Reiches ein. Wohl 358/59 wurde er schließlich als Nachfolger des Barbatio zum magister peditum praesentalis, zum Kommandeur der Hofarmee, ernannt. Er musste an den Hof zurückkehren und an seiner Stelle wurde nun Sabinianus neuer Heermeister des Ostens.
Schon bald darauf wurde jedoch klar, dass es erneut zu einem Perserkrieg kommen würde. Daraufhin wurde Ursicinus, der noch gar nicht am Hof des Kaisers in Sirmium angekommen war, wieder in den Osten zurückgeschickt. Diesmal wurde er jedoch nur mit beratenden Funktionen betraut, der Oberbefehl über das Heer verblieb bei dem unerfahrenen Sabinianus. 359 fiel der sassanidische Großkönig Schapur II. tatsächlich mit einem großen Heer in Syrien ein. Ursicinus versuchte dennoch, die Lage zu ordnen. Zunächst sicherte er, so weit es ihm möglich war, die strategisch wichtige Stadt Nisibis, wobei er selbst fast von persischen Reitern gefangen genommen wurde. Später geriet er vor Amida erneut in eine sehr gefährliche Situation, aus der er jedoch knapp entkam. Die Festung wurde in der Folgezeit 73 Tage lang belagert und schließlich von den Sassaniden erobert, obwohl Ursicinus versuchte, den Sabinianus zu einem Entsatz zu bewegen.
Nach dem Fall Amidas musste Ursicinus endgültig an den Hof zurückkehren, um sein neues Amt anzutreten. Dort wurde er jedoch – so berichtet Ammian – von seinen Feinden verleumdet. Die Schuld am Verlust der wichtigen Stadt wurde ihm angelastet, und die Intrigen vor allem des Kämmerers Eusebius veranlassten ihn schließlich zu einigen aufgebrachten Bemerkungen, die dem Kaiser übermittelt wurden. Dieser geriet darüber in Wut und entließ Ursicinus ganz aus dem Heer. Er musste sich ins Privatleben zurückziehen und stand so nicht für den geplanten Perserfeldzug des Constantius zur Verfügung. Anschließend verlieren sich seine Spuren. Immerhin ist bekannt, dass er einige Söhne hatte, darunter Potentius, der in der Schlacht von Adrianopel im Jahr 378 fiel, und dass er ein Haus in Antiochia besaß.
Die wichtigste Quelle für Leben und Wirken des Ursicinus ist Ammianus Marcellinus, der mehrere Jahre unter Ursicinus diente und ihn persönlich kannte. Neben Julian, dem späteren Kaiser, erscheint Ursicinus im Geschichtswerk Ammians als zweiter großer Held, der durchgängig hauptsächlich positiv dargestellt wird. Inwiefern die Bewertungen Ammians zutreffend sind, ist heute jedoch schwer nachzuprüfen, da Ursicinus sonst fast nirgends erwähnt wird. Sicherlich ist die Darstellung aber in Teilen zu positiv.